# 海洋科学
海洋科学（かいようかがく、英: ocean science、marine science）とは、水産学、海洋学、海洋環境学の総称。自然科学の一分野であり、海洋を研究する学問である。地球を対象とした地球科学の一分野として、海棲生物やプレートテクトニクス、海流などの海洋の諸現象・変動を様々な自然科学的側面からとらえる。
海洋のどの性質を主に解析するかによって、海洋物理学・海洋化学・生物海洋学（海洋生物学）・海洋地質学などの主要分野に分けられる。